# Marit Breivik
Pour les articles homonymes, voir Breivik.
Marit Breivik, née le 10 avril 1955 à Levanger, est une ancienne joueuse et ancienne sélectionneuse de handball norvégienne. Sous sa direction, la Norvège a remporté les trois compétitions majeures : un titre de championne du monde en 1999, quatre titres de championne d'Europe et un titre olympique en 2008.

## Biographie
En tant que joueuse, elle a évolué en clubs avec Nessegutten, Nordstrand IF et Skogn IL avec lequel elle remporta trois titres de championne de Norvège. Sélectionnée à 139 reprises en équipe nationale norvégienne entre 1975 et 1983, elle a notamment terminé à la 7e place au Championnat du monde 1982. 
Elle devient ensuite entraîneuse de club à Nessegutten, au Byåsen IL à partir de 1988 puis au Larvik HK entre 1992 et 1994.
Depuis 1994 et jusqu'en mars 2009 (dernier match à Andrézieux-Bouthéon près de Saint-Étienne contre l'équipe de France), elle occupe le poste de sélectionneur de l'équipe norvégienne féminine. Sous sa direction, celle-ci est devenue une nation dominante dans le handball féminin mondial, remportant quatre titres de Championne d'Europe, un titre mondial, une médaille de bronze aux Jeux olympiques et une médaille d'or aux Jeux olympiques d'été de 2008, couronnement pour une génération de joueuses exceptionnelles. Entraîneuse très respectée dans le monde du handball, Marit Breivik est notamment réputée pour sa méthode de travail fondée sur un dialogue de chaque instant avec ses joueuses.
Elle siège au conseil municipal de Levanger sous les couleurs du Parti socialiste de gauche.

## Palmarès en tant qu'entraîneuse

### Sélection nationale
Jeux olympiques
- Médaille d'or aux Jeux olympiques d'été de 2008 à Pékin,  Chine
- Médaille de bronze aux Jeux olympiques d'été de 2000 à Sydney,  Australie
- 4e place aux Jeux olympiques d'été de 1996 à Atlanta,  États-Unis

Championnats du monde
- Médaille d'argent du Championnat du monde 2007,  France
- Médaille d'argent du Championnat du monde 2001,  Italie
- Médaille d'or du Championnat du monde 1999,  Norvège et  Danemark
- Médaille d'argent du Championnat du monde 1997,  Allemagne

Championnats d'Europe
- Médaille d'or du Championnat d'Europe 2008,  Macédoine
- Médaille d'or du Championnat d'Europe 2006,  Suède
- Médaille d'or du Championnat d'Europe 2004,  Hongrie
- Médaille d'argent du Championnat d'Europe 2002,  Danemark
- Médaille d'or du Championnat d'Europe 1998,  Pays-Bas
- Médaille d'argent du Championnat d'Europe 1996,  Espagne
- Médaille de bronze du Championnat d'Europe 1994,  Allemagne

### Distinction personnelle
Elle a été reçue comme chevalier de l'Ordre de Saint-Olaf le 16 mars 2009 pour son rôle dans les sports en Norvège . Elle a reçu en 2007 et 2008 le prix Arets Tronder de la télévision norvégienne et en 2009 le Prix Frédéric (fondé par Fredrikke Marie Qvam pour les actions sanitaires et sociales) .